# Tropenkoller (Roman, Simenon)
Tropenkoller (Originaltitel Le Coup de lune) ist ein 1933 erstmals erschienener Roman von Georges Simenon.
In dem Roman, der nach einer Afrika-Reise Simenons im Jahre 1932 entstanden ist, sucht ein junger Franzose namens Joseph Timar „das Glück in Gabun, findet so etwas wie Liebe und muss das Land Hals über Kopf verlassen, um sein Leben und den Rest seiner Würde zu retten“. Der Roman zählte bei seinem Erscheinen 1933 mit Das Haus am Kanal und Die Verlobung des Monsieur Hire zu den drei ersten „romans durs“ Simenons, mit denen sich der dreißigjährige Schriftsteller bemühte, „fortan nicht mehr allein als der Mann zu gelten, der Maigret-Geschichten schreibt.“ Zudem war Le coup de lune der erste von Simenons „exotischen Romanen“, die Leben in den Kolonien thematisierten; gefolgt von Touriste de bananes (dt. Der Bananentourist, 1935) und Quartier nègre (1935).

## Handlung
In Libreville in Gabun leben einige Europäer, die im Stil der Kolonialzeit hier ihren Geschäften nachgehen. In diese Szenerie hinein gerät der 23-jährige Franzose Joseph Timar. Ihm war ein Aufseherjob bei den Holzfällern auf Vermittlung seines Onkels zugesagt worden, doch kaum angekommen, muss er feststellen, dass daraus nichts werden wird, und er verliert rasch seinen Ehrgeiz und verfällt in Lethargie. So strandet Timar in einer ihm fremden Stadt; die Monotonie ist körperlich spürbar, bis zu jenen Tag, als ein Schwarzer, Thomas, ein Angestellter im Hotel, das Timar bewohnt, ermordet wird. Adèle, Französin und die Frau des Hotelbesitzers, ist die einzige, zu der der junge Joseph so etwas wie eine Beziehung herstellen kann. Die ältere Frau aber spielt nur mit seinen Gefühlen und spannt ihn damit geschickt für ihre eigenen Zwecke ein. Sie bringt ihn schließlich dazu, dass ihm sein Onkel eine Konzession zum Holzfällen im Landesinnern besorgt. Hin und wieder gibt sie seinem Werben nach, meistens aber behandelt sie ihn wie einen Fremden. Diese Abfolge von Zuwendung und Abweisung in all seiner Verlorenheit macht aus Joseph Timar ein fast willenlos scheinendes Opfer ihrer Pläne. Joseph meint, er könnte Adèle seinen Willen aufzwingen. Ist sie denn nicht für den Tod des Jungen verantwortlich? Hat sie nicht auch ihren eigenen Mann auf dem Gewissen? Ist sie nicht in alle möglichen finsteren Machenschaften verstrickt gewesen und noch immer verstrickt? Doch ist es dann nicht gerade umgekehrt, wird nicht er selbst eine Marionette in den Händen dieser Frau? Timar verliert in dem Wirbel aus Leidenschaft, Fieberwahn und Hilflosigkeit langsam die Gewalt über sein eigenes Leben. Es sind einzig seine Gefühle für Adèle, der undurchsichtigen Ehefrau eines ebensolchen Hotelbesitzers, die ihn „wach halten“. Nach dem mysteriösen Tod eines schwarzen Kellners, der Adèle erpresst hat, und ihres Gatten findet sich plötzlich die Gelegenheit, zu zweit ins Landesinnere zu ziehen und eine gemeinsame Zukunft zu planen. Doch lange dauert diese nicht. Schließlich schickt man Joseph mit einem Tropenkoller heim, weil ihn Afrika psychisch überfordert hat.

## Hintergrund

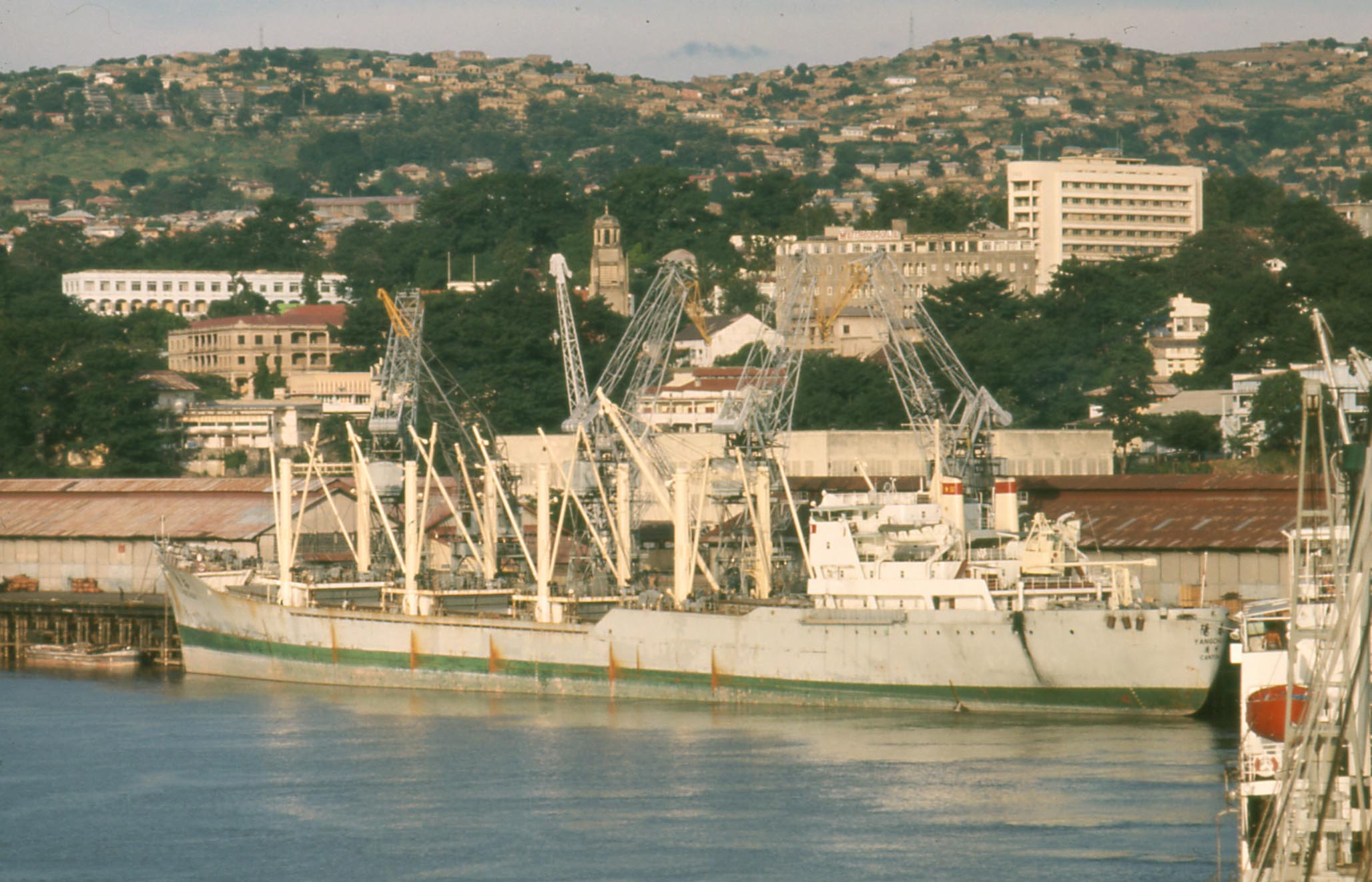
Der Hafen von Matadi 1965

Georges Simenon war schon früh von afrikanischen Themen angezogen; unter den Pseudonymen Sim bzw. Christian Brulls veröffentlichte er die Erzählungen Nains des cataractes und Seuls parmi les gorilles, hatte den Kontinent jedoch noch nie besucht.
Im Juni 1932 begab sich Simenon mit seiner Partnerin Tigy, zwei Monate nach seinem Umzug nach La Rochelle, auf eine Reise quer durch Afrika, zunächst mit dem Schiff von Marseille nach Alexandria, dann mit einem Flugzeug von Kairo über Wadi Halfa in den südlichen Sudan bis an die Grenze von Belgisch-Kongo. Am Ende einer Reise über den Kongo besuchten sie Georges’ Bruder Christian, der in Matadi einen Posten bei der Hafenbehörde bekleidete.
Nach seiner Rückkehr nach Frankreich erzählte Simenon, „wie er den Kolonialismus durchschaut habe“. „Was ihn besonders irritierte, war der angebliche »Exotismus« Afrikas, denn er fand, daß die Leute dort auch nicht viel anders sind als sonst auf der Welt.“ Ihn interessierten mehr die Gemeinsamkeiten der Völker, schrieb der Simenon-Biograf Patrick Marnham, nach seiner Philosophie sei der „Mensch an sich, l’homme nu, immer der gleiche.“ Den Kolonialismus verurteilte er damals „vor allem wegen der Wirkung, die er auf die weißen Kolonialisten ausübte. Er verachtete das leichte Leben, das sie führten, und die Allüren, die sie sich gaben.“ Dies machte er an den Verhaltensweisen seines Bruders Christian aus, der damit prahlte, welche Geschäfte er mit den Eingeborenen machen könne. Nach seiner Rückkehr schilderte er seine Erlebnisse und Eindrücke in einer Reportage (L’Afrique vous parle: elle vous dit merde) für das Wochenblatt Voilà und verarbeitete sie in den folgenden Büchern und Erzählungen, wie in 45° im Schatten (45° à l’ombre, 1936), Weißer Mann mit Brille (Le blanc à lunettes, 1936) und Ein Verbrechen in Gabun (Un crime au Gabon, 1938). Le Coup de lune wurde ein großer kommerzieller Erfolg für Simenon, nicht zuletzt auf Grund des Presseechos auf den Verleumdungsprozess. Dies bewog den Romancier, sich weiter mit Kolonialthemen zu beschäftigen. Er veröffentlichte dann bei Gallimard Le Blanc à lunettes, der im Belgischen Kongo spielte.
Der zur Reihe der „Non-Maigret“-Romane und -Erzählungen gehörende Roman Coup de Lune entstand im Herbst 1932 in Marsilly bei La Rochelle (auf dem Gut La Richardière) und erschien nach einem Vorabdruck Anfang 1933 im Feuilleton der Zeitschrift Candide im April 1933 bei Fayard. In der deutschen Übersetzung von Hansjürgen Wille und Barbara Klau erschien die Erzählung erstmals 1960 unter dem Titel Tropenfieber bei Kiepenheuer & Witsch, 1979 bei Diogenes in der neuen Übersetzung von Annerose Melter unter dem Titel Tropenkoller.
Die Erstveröffentlichung fiel in eine Phase verstärkten Interesses am afrikanischen Kontinent; zwei Jahre zuvor wurde Hergés Comic Tim im Kongo veröffentlicht, im selben Jahr Reise ans Ende der Nacht von Louis-Ferdinand Céline.

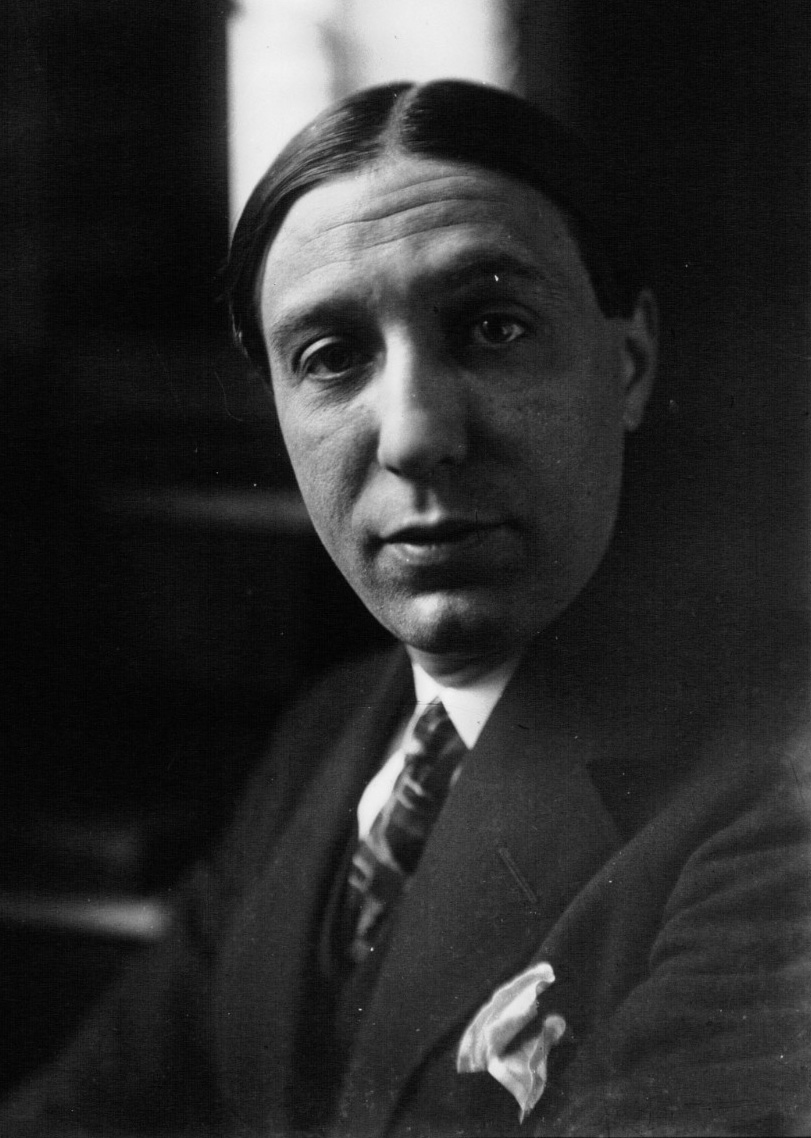
Maurice Garçon

## Der Prozess gegenLe Coup de lune
Gleich nach Erscheinen des Romans Le Coup de lune 1933 glaubte eine Witwe sich in der (fiktiven) Adèle wiederzuerkennen, eine Madame Mercier, die in Libreville ein Hotel führte, das eben wie das Hotel im Buch von Simenon Hotel central hieß. Sie kehrte im Mai 1934 nach Frankreich zurück, um Material für eine Verleumdungsklage vorzulegen; Simenon nahm sich darauf einen der begabtesten Anwälte dieser Zeit, Maître Maurice Garçon (mit dem er bereits befreundet war). Dieser „vernichtete“ Madame Mercier in seinem Kreuzverhör. Die Schwäche ihrer Argumentation bestand darin, dass sie ihre Behauptung, das Buch handle von ihr, nur dann aufrechterhalten konnte, wenn sie zugab, dass das angeblich von ihr gezeichnete Porträt der Wahrheit entsprach. Maître Garçon erklärte dem Gericht, es sei wahrscheinlich das erste Mal, dass man eine Frau sehe, die um die halbe Welt gereist sei, um zu bestätigen, dass „sie einst eine Hure auf der Place des Ternes gewesen sei“. „Madame Mercier verlor ihren Prozeß, eine Menge Geld und das, was von ihrem Ruf übriggeblieben war“, während Simenons Aufstieg als Schriftsteller ungehindert weiterging.

## Rezeption
André Gide schrieb sechs Jahre nach Erscheinen des Buchs an Georges Simenon:

« Je viens de relire Le Coup de lune et puis témoigner en connaissance de cause de la prodigieuse exactitude de toutes vos notations, je reconnais tout, paysages et gens. »

„Ich habe inzwischen ‚Le Coup de Lune‘ noch einmal gelesen und kann aus eigener Kenntnis die erstaunliche Genauigkeit all Ihrer Beschreibungen bestätigen; ich erkenne alles wieder, Land und Leute.“

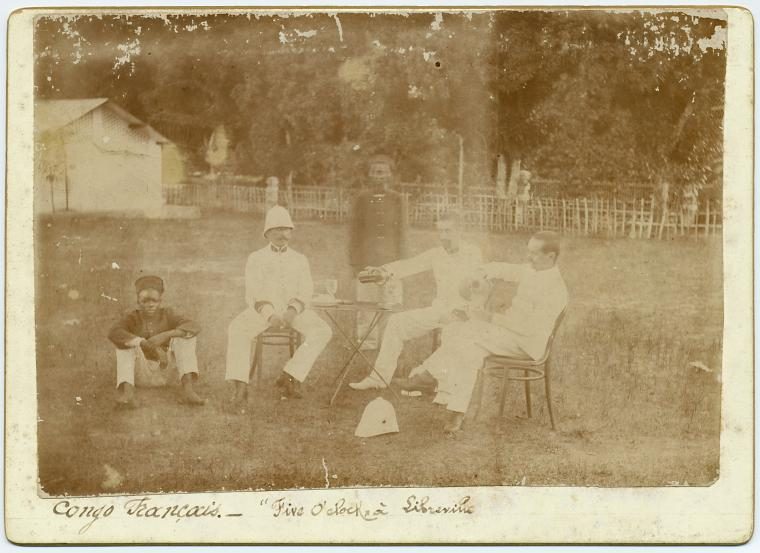
Kolonialherren in Libreville beim 5-Uhr-Tee. (Aufnahme vor 1906)

Tilman Spreckelsen kritisierte den Roman als latent rassistisch, „Stereotypen werden nicht besser, wenn sie als defizitäre Perspektive gezeichnet sind. Anders gesagt: Was in diesem Roman von den Europäern in Bezug auf die Einheimischen behauptet und getan wird, ist unerträglich. Ein widerlicher Korpsgeist der weißen Männer sorgt dafür, dass man gemeinsam die Schwarzen mit einiger Verachtung und Grausamkeit behandelt, ohne dass die schlimmsten Auswüchse wirklich geahndet würden. Und Timars Aufbegehren dagegen, nach langem Ringen mit sich selbst begonnen, zeigt keine große Wirkung.“
Für Behrang Samsami ist „Simenons Welt [...] hart und gefühlskalt, egoistisch und deterministisch“; Tropenkoller beschreibe eine „negative Bildungsreise. Denn nicht nur kehrt Joseph Timar am Ende als ein gänzlich anderer, desillusionierter Mensch wieder in seine Heimat zurück. Durch seine realistische, dabei sehr filmisch gestaltete Erzählung entzaubert Georges Simenon auch die klischeehaften Vorstellungen von den Kolonien: Der Protagonist erlebt eine Zwei-Klassen-Gesellschaft, in der die Weißen über die Schwarzen herrschen, sie ökonomisch und sexuell ausbeuten.“ Mit der Beschreibung der Zustände in den Kolonien erinnere der Roman an Joseph Conrads Erzählung „Herz der Finsternis“ (1899) und zeige auf, wo die „Quellen des Bösen“ im Menschen liegen:

„Timar lässt sich wie die anderen gehen. Anfangs enthusiastisch, stumpft er bald ab. Er ist ständig schlapp und beginnt, immer mehr Alkohol zu trinken. Nach einiger Zeit benimmt er sich selbst brutal – alles soll sich Adèles und seinem Ziel unterordnen.“

René Merle erinnert angesichts von Simenons Roman, dass er in einem Frankreich erschien, das sich zu dieser Zeit im Bewusstsein seiner 'Zivilisiertheit' empfand und sich 1931 an dem Spektakel einer Kolonialausstellung (exposition coloniale) erfreute. Es sei eine Phase gewesen, in der allein die Surrealisten und die kommunistische Avantgarde die kolonialen Missstände angeklagt hätten, und in der nun Simenon (der nun wirklich kein Revolutionär war) der Gesellschaft etwas zu lesen gibt, das jenseits der üblichen Wahrnehmung der Kolonien stand.

## Adaption
- Équateur, französischer Spielfilm von Serge Gainsbourg (1982), mit Barbara Sukowa, Francis Huster, Jean Bouise, Reinhard Kolldehoff, Julien Guiomar und François Dyrek in den Hauptrollen. Freie Adaption des Romans Le Coup de lune.

## Ausgaben

### Französische Ausgaben (Auswahl)
- Le Coup de Lune. Paris, Ed. Fayard, 1933.
- Le coup de Lune. Paris, Club Francais du Livre, 1955.
- Le Coup de Lune. In: Œuvres complètes (Lausanne, Editions Rencontre, 1967–1973) – tome 3.
- Le Coup de Lune. In: Tout Simenon (Paris, Presses de la Cité, 1988–1993) – tome 18.
- Le Coup de Lune. In: Tout Simenon (Paris, Omnibus, 2002–2004) – tome 18.
- Le Coup de Lune: In Romans (Paris, Gallimard, 2003 – «Bibliothèque de la Pléiade») – tome I.
- Le Coup de Lune. Le Livre de Poche, ISBN 978-2-253-14299-7.

### Deutschsprachige Ausgaben
- Tropenfieber [Simenon-Romane, Band 48]. Kriminalroman. Deutsch von Hansjürgen Wille und Barbara Klau. Köln: Kiepenheuer und Witsch, 1960.
- Tropenfieber. Deutsch von Hansjürgen Wille und Barbara Klau. München, Heyne Verlag, 1974.
- Tropenkoller. Deutsch von Annerose Melter. Zürich: Diogenes, (detebe 20673) 1979.
- Tropenkoller. Deutsch von Annerose Melter (Revidierte Übersetzung). Diogenes, Zürich 2010, ISBN 978-3-257-24102-0.

## Weiterführende Literatur
- Carole Perrier: L’exotisme colonial dans trois romans de Georges Simenon. le coup de lune, 1933, touriste de bananes, 1935, quartier nègre, 1938. 1997[13]